# Huang Zhe
Huang Zhe (en chino: 黄喆; Laohekou, 8 de octubre de 1990) es un deportista chino que compitió en remo. Ganó una medalla de bronce en el Campeonato Mundial de Remo de 2010, en la prueba de cuatro sin timonel ligero.

## Palmarés internacional
| Campeonato Mundial | Campeonato Mundial        | Campeonato Mundial | Campeonato Mundial        |
| Año                | Lugar                     | Medalla            | Prueba                    |
| ------------------ | ------------------------- | ------------------ | ------------------------- |
| 2010               | Cambridge (Nueva Zelanda) | Medalla de bronce  | Cuatro sin timonel ligero |